# Het Hoogeland (buitenplaats)
Het Hoogeland, ook wel Het Hogeland genoemd, is een 19e-eeuwse buitenplaats in de stad Utrecht. Om het hoofdgebouw ligt het Hogelandsepark.

## Geschiedenis
Rond 1825 kocht Willem Elisa Ram aan het eind van de Biltstraat een boerderij aan en liet er door de Vlaamse architect T.F. Suys een buitenhuis bouwen. Om Het Hoogeland werd tevens een Engelse tuin aangelegd naar ontwerp van Hendrik van Lunteren. Een tiental jaar later kreeg het huis een verlenging van de twee zijvleugels naar ontwerp van de architect C. Kramm. Rond 1870 werd aan de westzijde van het huis over het landgoed een spoorlijn aangelegd en aan de oostzijde kwam een begraafplaats. Omstreeks 1883 besloten Rams erfgenamen het huis te koop te zetten.
De stad Utrecht kon de buitenplaats in 1888 aankopen en liet vervolgens de tuin omvormen tot stadspark waardoor het Hogelandsepark ontstaat. In 1891 verhuisde de voorloper van het Centraal Museum, het Utrechtse Stedelijk Museum van Oudheden, onder leiding van de Utrechtse archivaris Samuel Muller Fz. van de bovenste verdieping van het Utrechtse stadhuis naar dit ruim bemeten buitenhuis. De museumopzet werd veranderd omdat er meerdere stijlkamers werden ingericht. Het jaarlijkse bezoekersaantal was in het stadhuis de laatste jaren rond de 2000; op Het Hoogeland liep het al snel op naar boven de 20.000.
In 1918 betrok Staatsbosbeheer de buitenplaats, die na verloop van tijd een extra verdieping erop liet bouwen om een eigen museum te huisvesten. Sinds circa 1994 is Het Hoogeland in gebruik als kantoor-/bedrijfsruimte. Diverse beelden zijn in de loop der tijd in het parkgedeelte geplaatst.

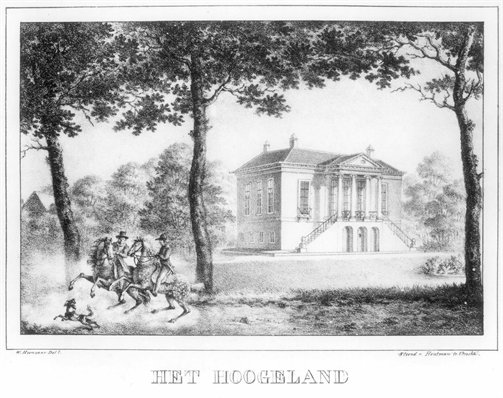
Het Hoogeland omstreeks 1830
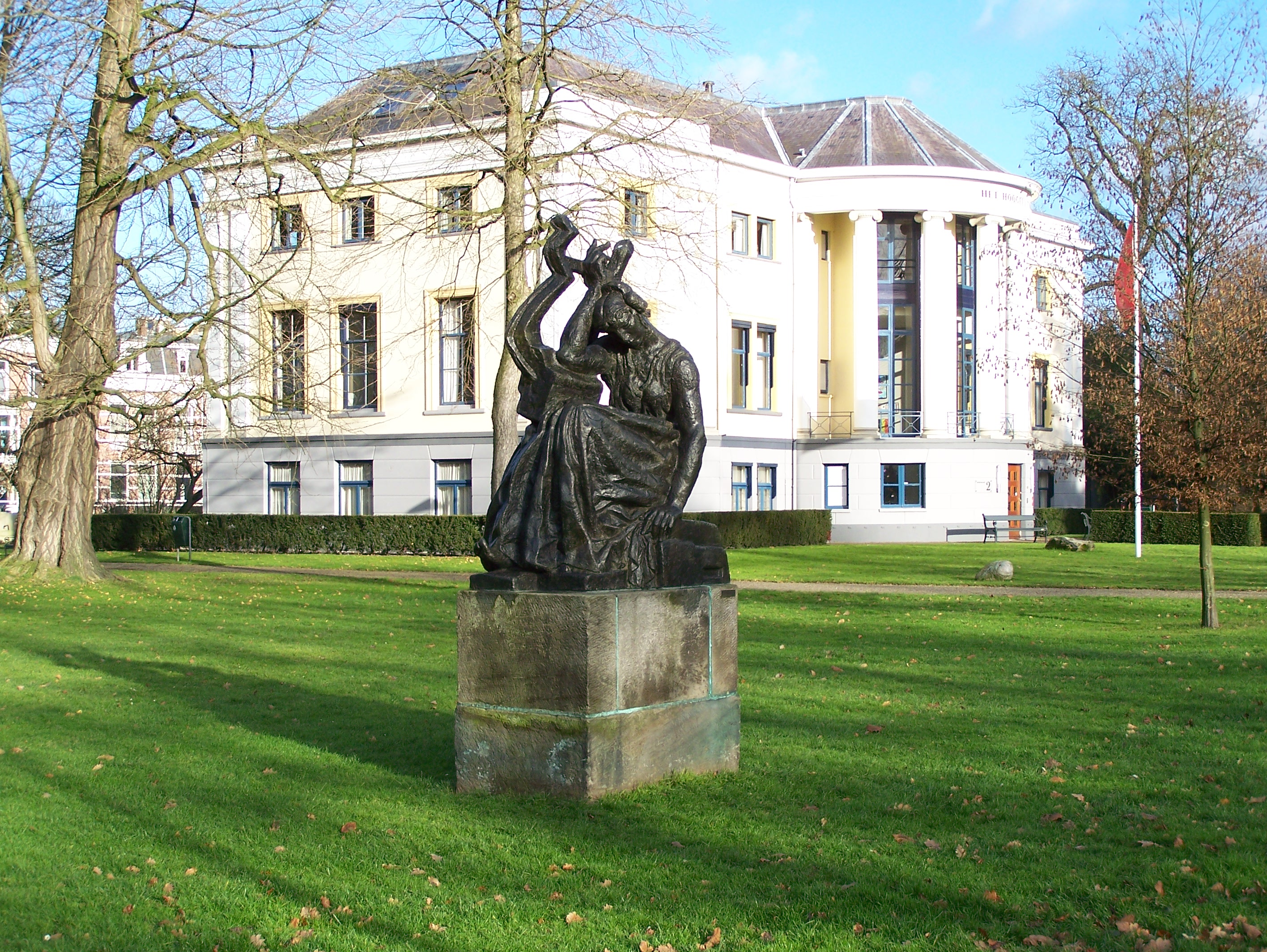
Sappho (Émile-Antoine Bourdelle, 1929 gepl. 1959)
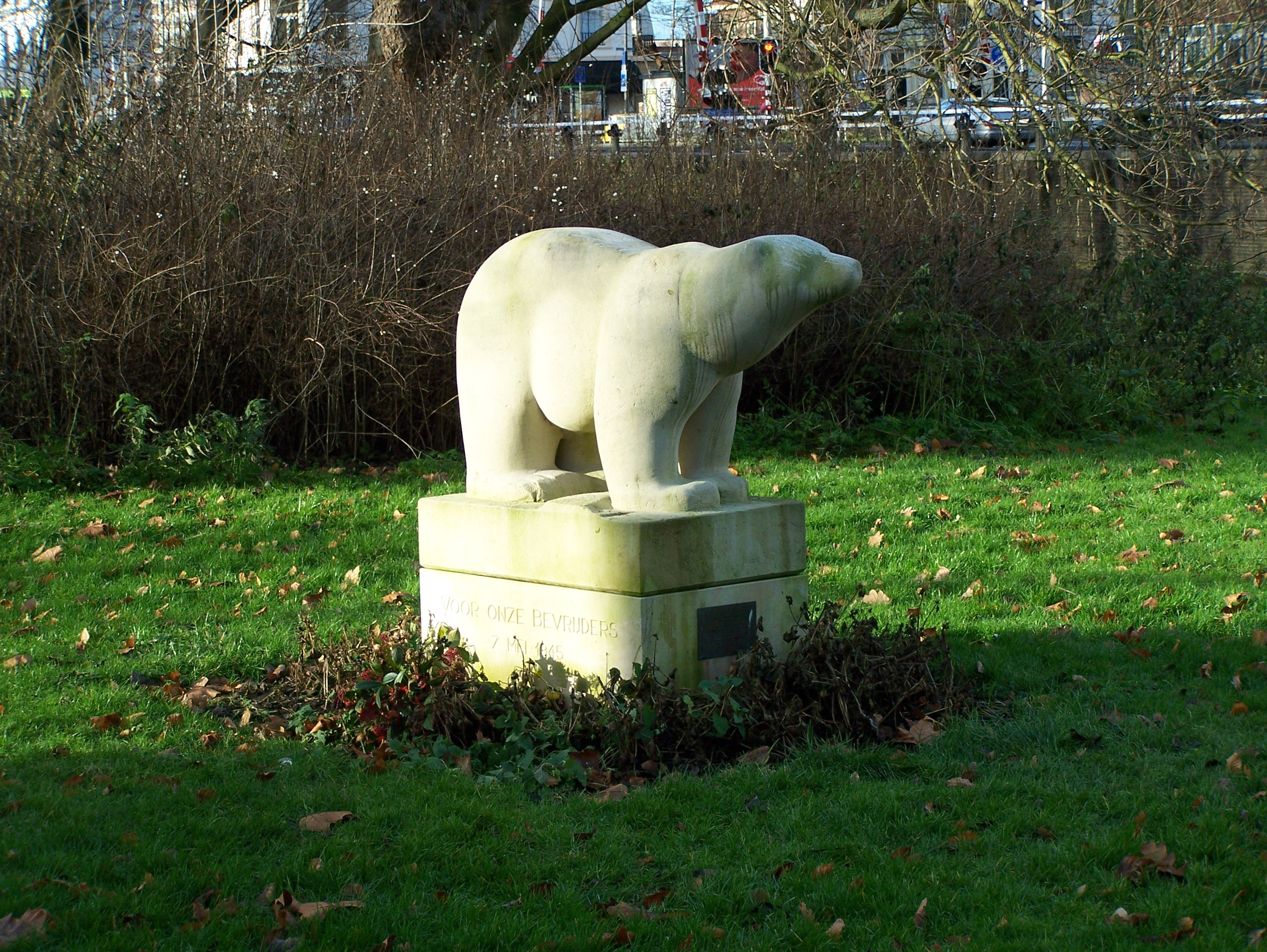
Monument Polar Bears
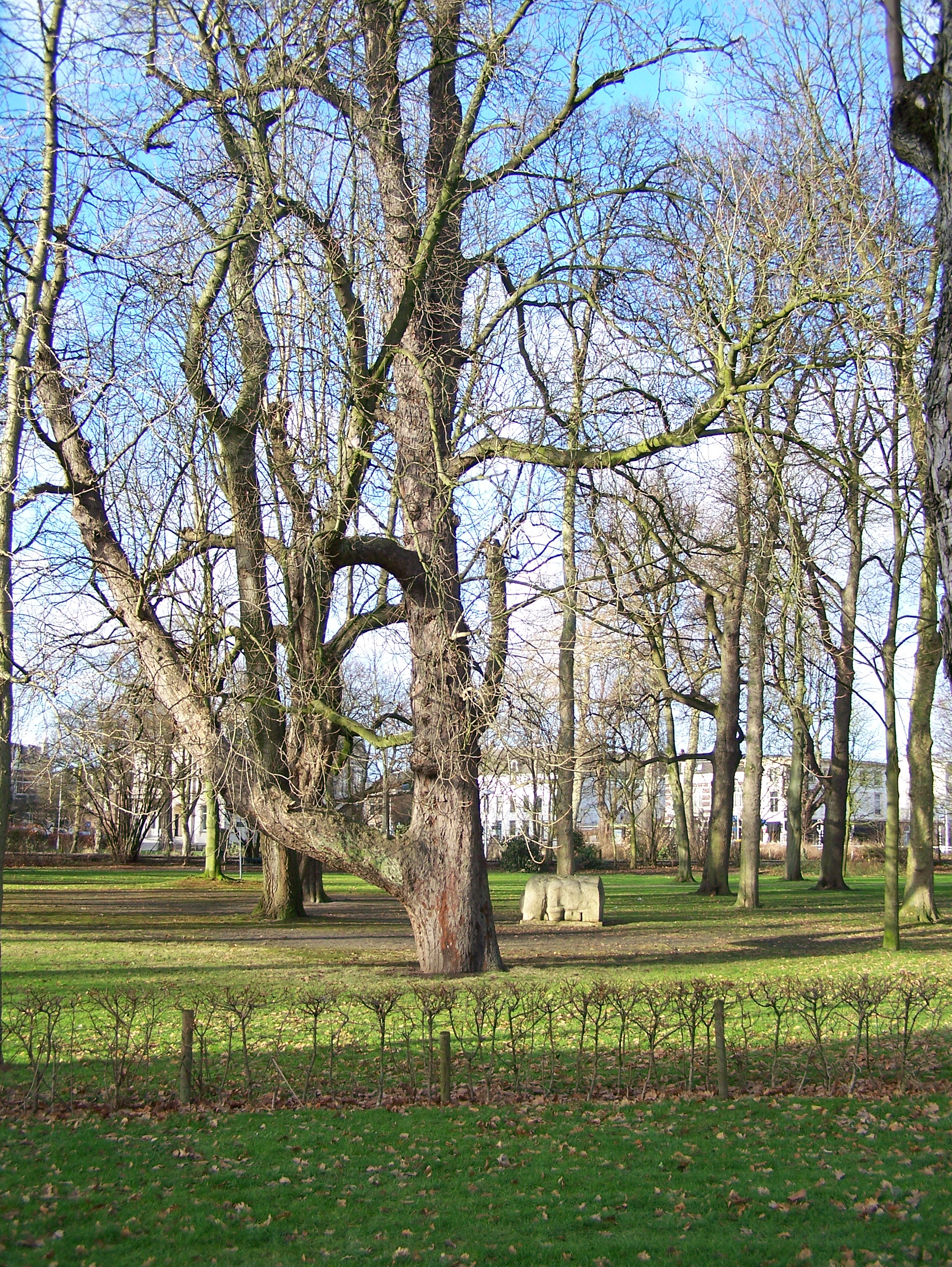
Hogelandsepark met Oeros